# Red Bull Racing RB16
De Red Bull RB16 is een Formule 1-auto die gebruikt is door het Formule 1-team van Red Bull in het seizoen 2020. De auto is de opvolger van de Red Bull RB15. De RB16 rijdt met een motor van Honda en is hiermee de tweede Formule 1-auto van Red Bull die een Honda-motor heeft.

## Onthulling
Op 12 februari 2020 plaatste Red Bull foto's op sociale media waarin de auto met de bekende Red Bull-kleurstelling te zien was. De auto reed deze dag een zogenoemde 'shakedown' op het circuit van Silverstone, onder andere voor film- en foto-opnames.
De auto is tijdens seizoen 2020 bestuurd door de Britse Thai Alexander Albon, die zijn eerste volledige seizoen bij Red Bull inging, nadat Pierre Gasly halverwege vorig seizoen werd teruggezet naar Scuderia Toro Rosso. Naast hem reed Nederlander Max Verstappen, die dit seizoen zijn vierde volledige seizoen bij Red Bull volmaakte.

## Resultaten
| Kleur  | Resultaat                              |
| ------ | -------------------------------------- |
| Goud   | Winnaar                                |
| Zilver | Tweede plaats                          |
| Brons  | Derde plaats                           |
| Groen  | Gefinisht (punten behaald)             |
| Blauw  | Gefinisht (geen punten behaald)        |
| Blauw  | Niet geklasseerd (NC)                  |
| Paars  | Uitgevallen (DNF)                      |
| Rood   | Niet gekwalificeerd (DNQ)              |
| Zwart  | Gediskwalificeerd (DSQ)                |
| Wit    | Niet gestart (DNS)                     |
| Blanco | Gewond (INJ)                           |
| Blanco | Uitgesloten (EX)                       |
| Blanco | Teruggetrokken (WD) / Niet deelgenomen |
| P      | Poleposition                           |
| S      | Snelste ronde                          |

| Jaar | Chassis       | Motor        | Banden | Coureurs        | 1   | 2   | 3   | 4   | 5   | 6   | 7   | 8   | 9   | 10  | 11  | 12  | 13  | 14  | 15  | 16  | 17  | Punten | WK-stand |
| ---- | ------------- | ------------ | ------ | --------------- | --- | --- | --- | --- | --- | --- | --- | --- | --- | --- | --- | --- | --- | --- | --- | --- | --- | ------ | -------- |
| 2020 | Red Bull RB16 | Honda RA620H | P      |                 | OOS | STI | HON | GBR | 70J | SPA | BEL | ITA | TOS | RUS | EIF | POR | EMI | TUR | BHR | SAK | ABU | 319    | Zilver   |
| 2020 | Red Bull RB16 | Honda RA620H | P      | Alexander Albon | DNF | 4   | 5   | 8   | 5   | 8   | 6   | 15  | 3   | 10  | DNF | 12  | 15  | 7   | 3   | 6   | 4   | 319    | Zilver   |
| 2020 | Red Bull RB16 | Honda RA620H | P      | Max Verstappen  | DNF | 3   | 2   | 2S  | 1   | 2   | 3   | DNF | DNF | 2   | 2S  | 3   | DNF | 6   | 2S  | DNF | 1P  | 319    | Zilver   |

## Galerij

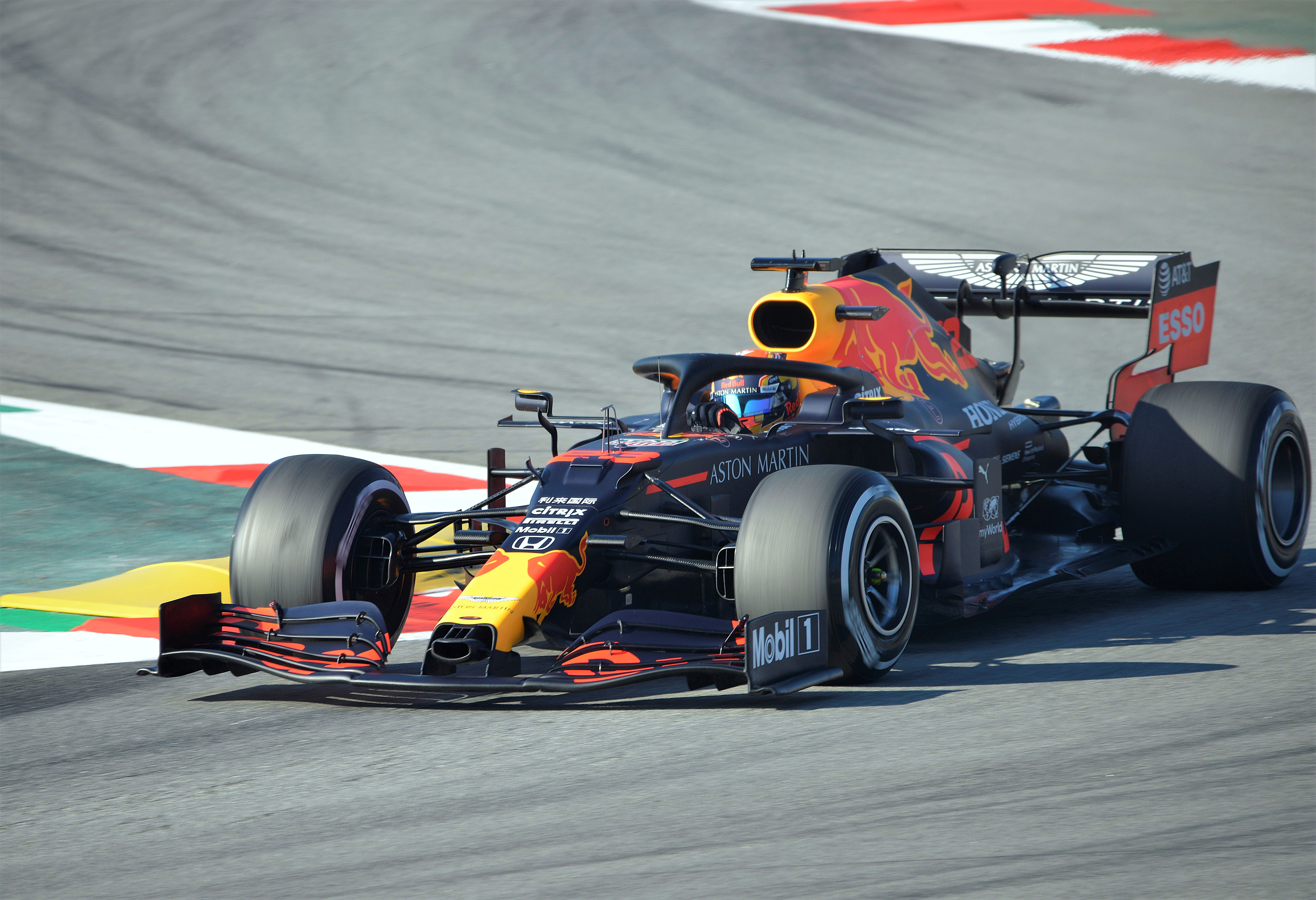
Alexander Albon in de RB16 tijdens de testdagen in Barcelona.
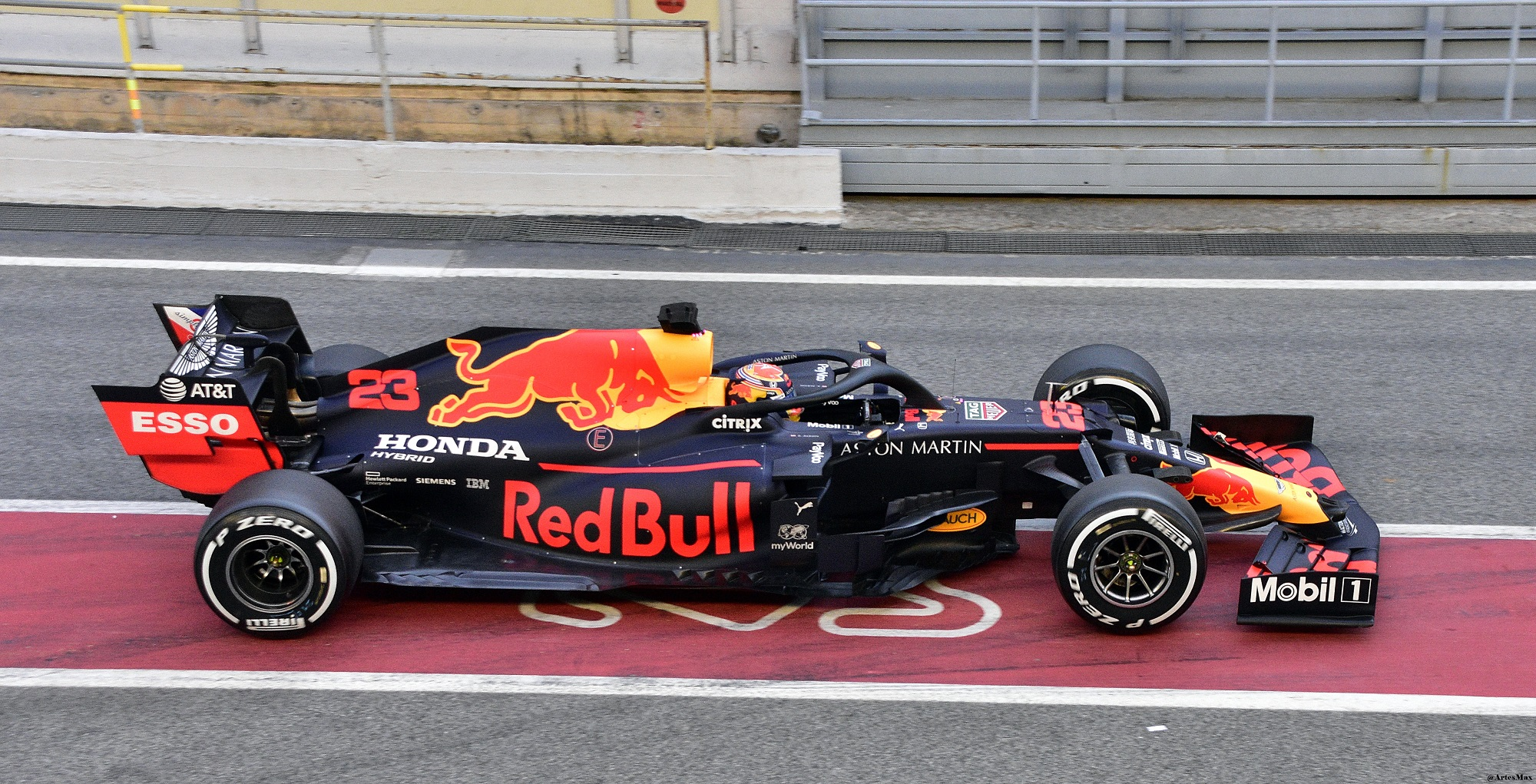
Alexander Albon in de pitstraat van Barcelona.
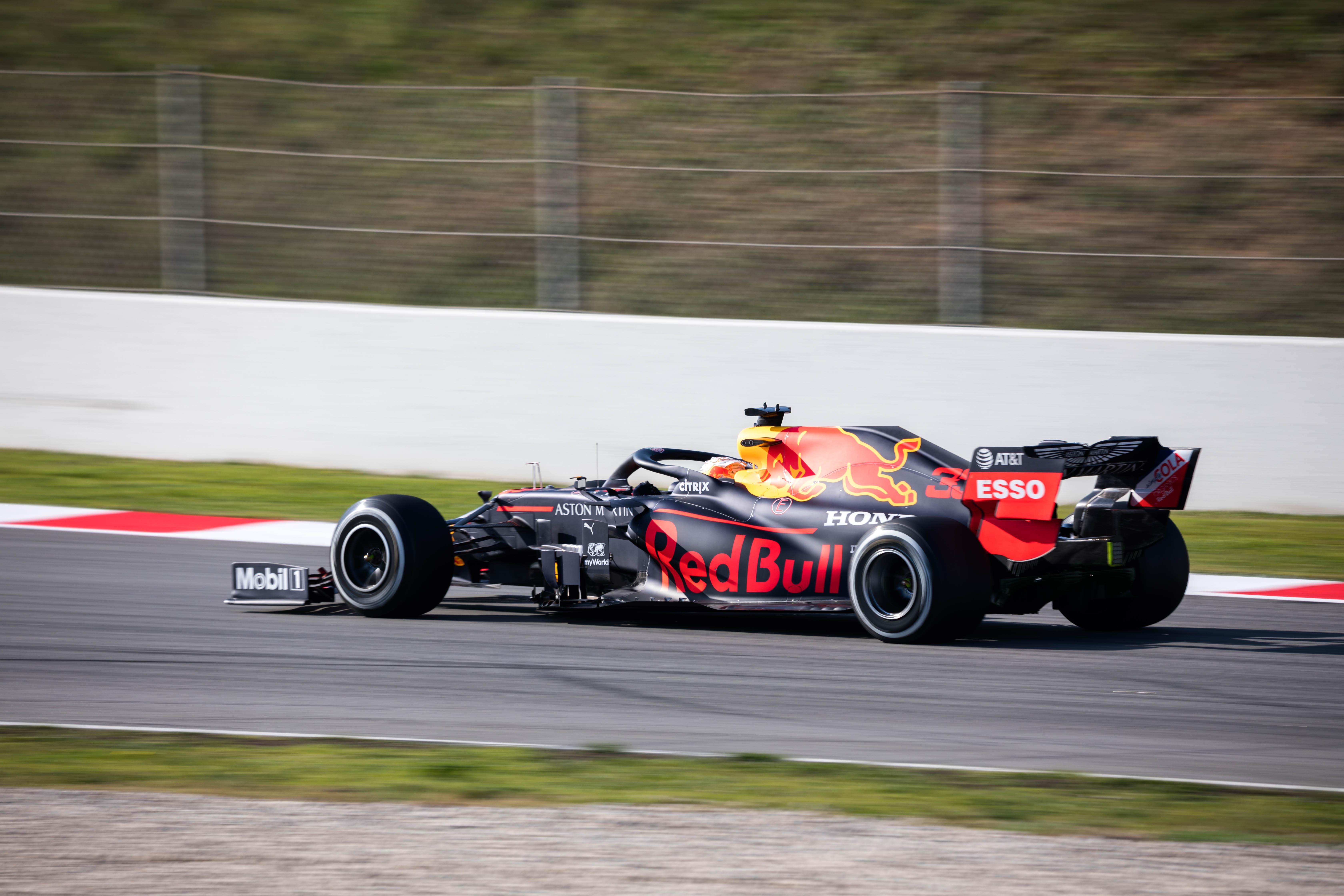
Max Verstappen in de RB16 tijdens de testdagen in Barcelona.
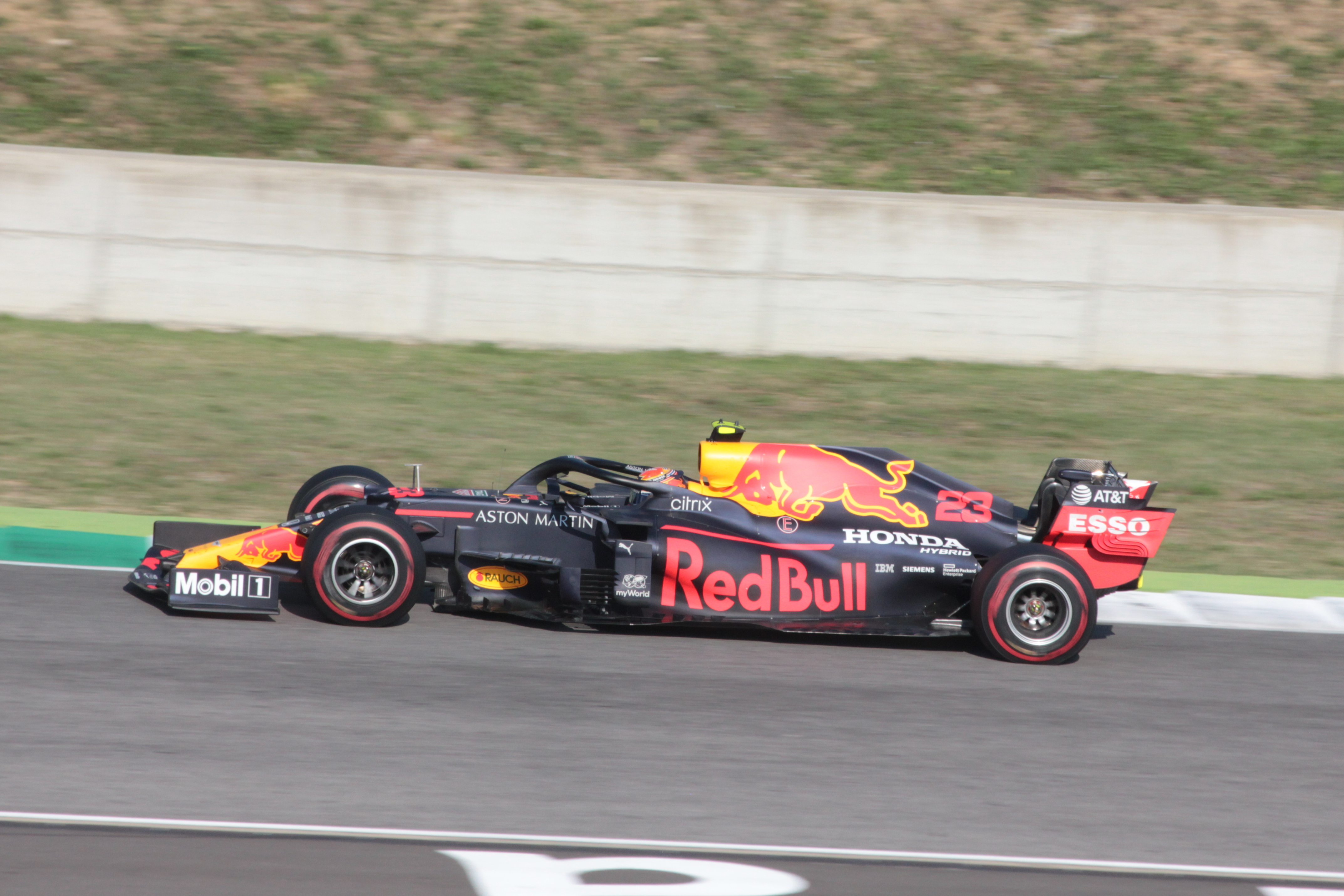
Alexander Albon in de RB16 tijdens de Grote Prijs van Toscane 2020.

Alfa Romeo C39 ·
AlphaTauri AT01 ·
Ferrari SF1000 ·
Haas VF-20 ·
McLaren MCL35 ·
Mercedes-AMG F1 W11 EQ Performance ·
Racing Point RP20 ·
Red Bull RB16 ·
Renault R.S.20 ·
Williams FW43